# Wrestle Kingdom 14
Wrestle Kingdom 14 è stata la quattordicesima edizione dell'omonimo evento in pay-per-view prodotto annualmente dalla New Japan Pro-Wrestling. Lo show si è svolto il 4 gennaio e il 5 gennaio 2020 al Tokyo Dome di Tokyo.

## Storyline
Il 4 gennaio lo show al Tokyo Dome è il più grande evento annuale della New Japan Pro-Wrestling (NJPW) ed è stato definito "il più grande spettacolo di wrestling professionistico al mondo al di fuori degli Stati Uniti" e "l'equivalente giapponese del Super Bowl". L'evento è stato promosso sotto il nome Wrestle Kingdom dal 2007.
Wrestle Kingdom 14 è stato ufficialmente annunciato durante le finali del G1 Climax del 12 agosto 2019.

## Risultati

### Prima serata
| #        | Incontri | Stipulazione                                                | Durata |
| -------- | --- | ----------------------------------------------------------- | ------ |
| Kick-off | Mayu Iwatani e Arisa Hoshiki sconfiggono Giulia e Hana Kimura                                                                                     | Stardom Tag Team match                                      | 09:04  |
| Kick-off | Toa Henare, Karl Fredericks, Clark Connors e Alex Coughlin sconfiggono Yuya Uemura, Yota Tsuji, Tomoaki Honma e Togi Makabe                       | 8-Men Tag Team match                                        | 07:36  |
| Kick-off | Tencozy (Hiroyoshi Tenzan e Satoshi Kojima) sconfiggono Yuji Nagata e Manabu Nakanishi                                                            | Tag Team match                                              | 05:47  |
| 1        | Ryusuke Taguchi, Tatsuhito Nakaiwa, Shinjiro Otani e Naoki Sano sconfiggono Jushin Thunder Liger, Tatsumi Fujinami, The Great Sasuke e Tiger Mask | 8-Men Tag Team match con Norio Honaga come arbitro speciale | 08:52  |
| 2        | Suzuki Gun (Minoru Suzuki, Zack Sabre Jr., Taichi e El Desperado) sconfiggono Los Ingobernables de Japon (Bushi, Evil, Sanada e Shingo Takagi)    | 8-Men Tag Team match                                        | 08:39  |
| 3        | Chaos (Hirooki Goto, Toru Yano, Tomohiro Ishii e YOSHI-HASHI) sconfiggono Bullet Club (Kenta, Bad Luck Fale, Yujiro Takahashi e Chase Owens)      | 8-Men Tag Team match                                        | 08:17  |
| 4        | Juice Robinson e David Finlay sconfiggono Guerrillas of Destiny (Tanga Loa e Tama Tonga) (c) (con Jado)                                           | Tag Team match per l'IWGP Tag Team Championship             | 13:25  |
| 5        | Jon Moxley sconfigge Lance Archer (c) per KO | Texas Death match per l'IWGP United States Championship     | 14:26  |
| 6        | Hiromu Takahashi sconfigge Will Ospreay (c) | Single Match per l'IWGP Junior Heavyweight Championship     | 24:33  |
| 7        | Tetsuya Naito ha sconfitto Jay White (c) (con Gedo)                                                                                               | Single match per l'IWGP Intercontinental Championship       | 33:54  |
| 8        | Kazuchika Okada (c) ha sconfitto Kōta Ibushi | Single match per l'IWGP Heavyweight Championship            | 39:16  |

### Seconda serata
| #        | Incontri | Stipulazione                                                             | Durata |
| -------- | --- | ------------------------------------------------------------------------ | ------ |
| Kick-off | Los Ingobernables de Japon (Bushi, Evil e Shingo Takagi) sconfiggono Ryusuke Taguchi, Togi Makabe e Toru Yano (c), Bullet Club (Bad Luck Fale, Chase Owens e Yujiro Takahashi), Suzuki Gun (Taichi, Yoshinobu Kanemaru e El Desperado) e Chaos (Tomohiro Ishii, Robbie Eagles e YOSHI-HASHI) | Gauntlet Match per i NEVER Openweight 6-Man Tag Team Championship        | 19:34  |
| 1        | Ryu Lee e Hiromu Takahashi sconfiggono Jushin Thunder Liger e Naoki Sano | Tag Team Match; match di ritiro di Jushin Thunder Liger                  | 12:16  |
| 2        | Roppongi 3K (Sho e Yoh) sconfiggono Bullet Club (El Phantasmo e Taiji Ishimori) (c) | Tag Team Match per l'IWGP Junior Heavyweight Tag Team Championship       | 14:08  |
| 3        | Zack Sabre Jr (c) sconfigge Sanada | Single match per il British Heavyweight Championship                     | 12:32  |
| 4        | Jon Moxley (c) sconfigge Juice Robinson (con David Finlay) | Single match per l'IWGP United States Championship                       | 12:48  |
| 5        | Hirooki Goto sconfigge Kenta (c) | Single match per il NEVER Openweight Championship                        | 16:12  |
| 6        | Jay White (con Gedo) sconfigge Kota Ibushi | Single match                                                             | 24:58  |
| 7        | Chris Jericho sconfigge Hiroshi Tanahashi | Single match                                                             | 22:24  |
| 8        | Tetsuya Naito (IC) sconfigge Kazuchika Okada (HW) | Single match per l'IWGP Heavyweight e IWGP Intercontinental Championship | 35:37  |